# Oligacanthorhynchus atratus
Espèce
Synonymes
- Echinopardalis atrata Meyer, 1931 - protonyme

Oligacanthorhynchus atratus est une espèce d'acanthocéphales de la famille des Oligacanthorhynchidae. C'est un parasite digestif de fissipèdes d'Égypte.